# Dom Reality
Dom Reality é um talent show brasileiro em fase de produção criado por Tiago Stachon e Paulo Alberto, diretor executivo da EAD Unicesumar e Fundador da Criativum respectivamente, em parceria com a produtora Multiforme Filmes e a plataforma de streaming Deezer, que está programado para estrear no dia 13 de fevereiro de 2022, sendo transmitido através do canal oficial da EAD Unicesumar na plataforma de videos Youtube. O programa também é considerado como o primeiro reality gospel do Brasil.

## História
O programa foi criado com a iniciativa de procurar e revelar novos talentos da música gospel em âmbito nacional, mas, principalmente, realizar sonhos de artistas que, até então, são desconhecido. Sendo produzido e promovido pela EAD Unicesumar, quarta maior universidade do país, juntamente com parceria com a Multiforme Filmes e Deezer, o programa será transmitido através de seu canal oficial no Youtube e contará com um júri conceituado, com nomes nacionais renomados do segmento gospel como Aline Barros, Fernanda Brum, João Figueiredo, entre outros. Dom está programada para estrear no dia 13 de fevereiro de 2022, com sua grande final marcada para ser dia 23 de fevereiro. A premiação do vencedor do talent show será um contrato de gravação por cinco anos com a Sony Music Brasil, acompanhado com a produção musical de Johnny Essi, um contrato de gestão de carreira pelo empresário Paulo Alberto Nascimento, uma bolsa integral de estudos no curso de Tecnólogo em Design Musical da Unicesumar e a produção audiovisual de uma música pela produtora Multiforme Filmes.

## Ligação Externa
- https://www.musicaldom.com.br/ (Site oficial do Dom Reality)